# New Philadelphia (Ohio)
New Philadelphia település az Amerikai Egyesült Államok Ohio államában, Tuscarawas megyében, melynek megyeszékhelye is. Lakosainak száma 17 677 fő (2020. április 1.).

## Népesség
A település népességének változása:

| 2010 | 17 288 |
| 2020 | 17 677 |